# MAXXI
MAXXI (Museo nazionale delle arti del XXI secolo) är ett italienskt statligt museum för samtidskonst och arkitektur, beläget i stadsdelen Flaminio i norra Rom.
Det italienska kulturministeriet beslöt 1998 att uppföra ett nationellt museum för samtidskonst och arkitektur. Arkitekttävlingen vanns av den irakisk-engelska arkitekten Zaha Hadid. Byggnaderna uppfördes 2002–2007 och museet invigdes i maj 2010.
Betongbyggnaden, med tre plan på sammanlagt 27 000 m², upptar ett kvarter och har ett böljande utseende med många böjda väggar och ett antal inomhusramper. En fasad har sparats från en av de tidigare militärkasernerna som låg på området.